# Nicolette (Nicolette Larson)
Nicolette  è l'album di debutto della cantante statunitense Nicolette Larson, pubblicato nel 1978 su etichetta Warner Bros. Records.
L'album, prodotto da Ted Templeman, contiene dieci brani, tra cui alcune delle canzoni più famose della cantante, come  Lotta Love  (cover di successo dell'omonimo brano di Neil Young e primo singolo della Larson) e  Rhumba Girl .
L'album ha avuto varie riedizioni in CD (nel 1998, 1999, 2003 e 2005), pubblicate da diverse etichette discografiche (Warner Bros. Records, WEA e Rhino Records).
Nel brano Can't Get Away from You la chitarra solista è suonata da Eddie Van Halen, che nella prima edizione dell'album (Warner Bros. Records – BSK 3243) fu accreditato con un punto interrogativo.

## Tracce

### Lato A
1. Lotta Love  (Neil Young) 3:11
2. Rhumba Girl  (Winchester) 3:52
3. You Send Me (Cooke) 3:56
4. Can't Get Away from You (Lauren "Chunky" Wood) 3:17
5. Mexican Divorce (Hillard - Bacharach) 3:57

### Lato B
1. Baby, Don't You Do It (Holland-Dozier-Holland) 3:42
2. Give a Little (Payne) 3:00
3. Angels Rejoiced (Ira Louvin - Charlie Louvin) 2:27
4. French Waltz (Mitchell) 4:22
5. Come Early Mornin'  (McDill)  2:42
6. Last in Love (Frey - Souther) 3:43

## Musicisti
- Nicolette Larson - voce solista, cori (tracce 1, 4, 5, 7 e 9), tamburello (traccia 1), percussioni (tracce 2, 4, 5 e 7), chitarra (traccia 8), chitarra acustica (traccia 9), chitarra nervosa (traccia 10)
- Jimmie Haskell - arrangiamenti (tracce 1, 9 e 11), direttore d'orchestra (tracce 1, 3, 5 e 11), arrangiamenti degli archi (tracce 3 e 5), arrangiamenti dei legni (tracce 3 e 5)
- Ted Templeman - cori (tracce 1, 3, 5, 7 e 9), schiocco del sughero (traccia 2), percussioni (traccia 6)
- Valerie Carter - cori (tracce 3 e 6)
- Michael McDonald - cori (traccia 4)
- Chunky - cori (traccia 4)
- Linda Ronstadt - cori (tracce 5, 7 e 10)
- David Kalish - chitarra elettrica (tracce 1 e 3)
- Paul Barrère - chitarra elettrica (tracce 2 e 4-7), chitarra acustica (traccia 9)
- Edward Van Halen - chitarra solista (traccia 4)
- Herb Pedersen - chitarra elettrica (traccia 5), chitarra nervosa (tracce 8 e 10), cori (traccia 10)
- Fred Tackett - chitarra acustica (traccia 7)
- Albert Lee - chitarra elettrica (traccia 7), mandolino (traccia 8)
- Patrick Simmons - chitarra acustica (traccia 9)
- James Burton - dobro (traccia 10)
- Bob Glaub - basso (tracce 1-6, 9 e 10)
- Klaus Voorman - basso (traccia 7)
- Mark T. Jordan - tastiere (tracce 1 e 3)
- Bill Payne - tastiere (tracce 2, 4-7, 9 e 11)
- Plas Johnson - flauto (traccia 1)
- Andrew Love - sassofono (tracce 1, 3 e 7)
- Chuck Findley - ottoni (tracce 2 e 6)
- Jim Horn - ottoni (tracce 2 e 6)
- Steve Madaio - ottoni (tracce 2 e 6)
- Rick Shlosser - batteria (tracce 1-7, 9 e 10)
- Victor Feldman - maracas (traccia 2), vibrafono (tracce 3 e 7)
- Bobby LaKind - congas (tracce 4 e 6), triangolo (traccia 9)
- Sid Sharp - primo violino (traccia 11)[5]

## Produzione
- Ted Templeman – produzione
- Dave Bhang – direzione artistica, design
- Kathy Jo Carson – progettazione della copertina
- Donn Landee – ingegnere del suono
- Michael Zagaris – fotografia di copertina
- Joel Bernstein – fotografia della busta interna